# Österdalarnas domsaga
Österdalarnas domsaga var en domsaga i Kopparbergs län. Den bildades 1687, delar bröts 1780 ut till Kopparbergslagens domsaga och domsagan upplöstes 1876 då den delades i två: Nedansiljans domsaga och Ovansiljans domsaga.
Domsagan lydde under Svea hovrätt. 11 tingslag lydde som mest under domsagan. Detta minskades till sju 1780.

## Tingslag
- Gagnefs tingslag
- Kopparbergs tingslag; till 1780
- Leksands, Åls och Bjursås tingslag
- Mora, Sofia Magdalena och Venjans tingslag
- Orsa tingslag
- Rättviks och Ore tingslag
- Stora Skedvi tingslag; till 1780
- Svärdsjö tingslag; till 1780
- Särna och Idre tingslag
- Vika tingslag; till 1780
- Älvdals tingslag
- Sundborns tingslag till 1780
- Torsångs tingslag till 1780
- Stora Tuna med Gustafs tingslag

## Häradshövdingar
- 1686–1696 Magnus Persson
- 1696–1700 Gerhard Lohrman
- 1700–1711 Johan Komstedt
- 1711–1712 Fredrik Brander
- 1712–1731 Johan Björling
- 1731–1747 Carl de Brenner
- 1747–1762 Per Sernander
- 1762–1794 Gustaf Malmin
- 1794–1815 Gustaf Sommelius
- 1815–1822 Carl Gustaf Hallengren
- 1822–1851 Jonas Alin
- 1852–1873 Per Erik Bosæus